# Oplegnathus fasciatus
Oplegnathus fasciatus es una especie de pez de la familia Oplegnathidae. Es nativa del noroeste del Océano Pacífico, aunque existen algunos registros de otras localidades en el Pacífico oriental, como Hawái y Chile. Es un habitante de los arrecifes rocosos y se produce a profundidades de 1 a 10 m (3,3 a 32,8 pies). Se pueden encontrar miembros juveniles de esta especie con parches de algas a la deriva. Esta especie puede alcanzar una longitud total de 80 cm (31,5 plg), con el mayor peso registrado para esta especie de 6,4 kg (14,1 lb). El patrón de color consta de barras verticales claras y oscuras de las que deriva su nombre. Se ha registrado que se alimenta de invertebrados de caparazón duro como crustáceos y moluscos. Es una especie de comercialmente importante y también criada. También es buscado como pez de caza.
Un ejemplar es el espécimen sobreviviente de cinco ejemplares que aguantó más de 2 años en el casco parcialmente sumergido del barco japonés "Sai-shou-maru".

## Apariciones en otros medios
Hizo una aparición en la franquicia Animal Crossing, bajo su otro nombre "dorada japonesa".